# Provincia de Kivu
Kivu es una región histórica y antigua provincia de la parte oriental de la República Democrática del Congo, la cual bordeaba el lago Kivu en la zona fronteriza con Ruanda, en el corazón de África. Esta región fue conocida en el siglo XIX como Maniema o Manyema.
La provincia existió desde 1933 hasta 1962 (con el nombre de provincia de Costermansville hasta 1947, el mismo de su capital) y desde 1966 hasta 1988. La provincia se dividió en 1988 entre tres: Kivu del Norte, Kivu del Sur y Maniema. La capital de Kivu estaba en Bukavu, y las capitales de las tres subdivisiones estaban en Goma, Uvira y Kindu.
Esta región fue el centro de operaciones militares durante la segunda guerra del Congo, y residencia de miles de refugiados que emigraron a esta zona durante el transcurso de la gran crisis de refugiados de los Grandes Lagos.

## Historia
Desde el final de la guerra de Ruanda en 1994, que se materializó en la victoria del Ejército Patriótico de Ruanda (RPA), de Paul Kagame, sobre las Fuerzas Armadas de Ruanda (FAR) del poder hutu instalado en Kigali desde la independencia, los conflictos regionales son deportados a Kivu.
Muchas masacres fueron perpetradas allí entre 1996 y 2005 por varios ejércitos, incluidos los de los generales rebeldes de la Agrupación Congoleña para la Democracia (RCD) Nkundabatware y Mutebesi y las Fuerzas Armadas congoleñas y varias milicias, congoleñas y extranjeras, incluidas las milicias de refugiados quienes desde 1994 perpetraron el genocidio en Ruanda.
Kivu es conocido por sus numerosos recursos minerales, ambientales y fósiles. Ubicada entre los Grandes Lagos y África central, Kivu es conocida por ser la capital del "coltán" (colombita-tantalita) de África. Ruanda, Burundi y Uganda han apoyado rebeliones y milicias por más de 20 años.
La guerra de Kivu vio a las tropas rebeldes del general Laurent Nkunda oponerse al ejército congoleño y sus aliados locales. El movimiento político-militar de Nkunda provenía de poblaciones de ruandófonas, conocidas como "banyarwandas" y más precisamente de su componente tutsi "banyamulenge". Su representante, el general Laurent Nkunda, justifica la rebelión ante la necesidad de proteger a los tutsis del Congo. El ala militar, el Ejército Nacional Congoleño (ANC) cuenta con el apoyo del gobierno de Ruanda, en supervisión, logística y equipamiento. Durante mucho tiempo ha sido considerada la facción mejor organizada de los beligerantes.
Tras una reversión de las alianzas en Ruanda, Laurent Nkunda fue hecho prisionero en 2009. En noviembre de 2013, el ejército congoleño persiguió a los combatientes del Movimiento 23 de Marzo desde las últimas posiciones que ocupaban en las montañas del norte de Kivu. En la frontera con Ruanda y Uganda.
Sin embargo, la situación de disturbios y guerra civil persiste. En febrero de 2015, el ejército congoleño anunció una nueva ofensiva contra los rebeldes hutus de Ruanda en Kivu del Norte.